# Callicista sanguinalis
Callicista sanguinalis är en fjärilsart som beskrevs av Hermann Burmeister 1878. Callicista sanguinalis ingår i släktet Callicista och familjen juvelvingar. Inga underarter finns listade i Catalogue of Life.